# Resolution 2254 des UN-Sicherheitsrates
Die Resolution 2254 des UN-Sicherheitsrates wurde am 18. Dezember 2015 einstimmig verabschiedet. Sie forderte einen Waffenstillstand und eine politische Lösung in Syrien, um den Bürgerkrieg zu beenden. Das Dokument beschrieb den Fahrplan für den politischen Übergang in Syrien.

## Die Resolution
Die Resolution „forderte“ alle Parteien auf, alle Angriffe auf zivile Ziele unverzüglich einzustellen, „forderte“ alle Mitgliedstaaten nachdrücklich auf, die Bemühungen um einen Waffenstillstand zu unterstützen, und „ersuchte“ die Vereinten Nationen, die Parteien Anfang Januar 2016 zu formellen Verhandlungen zusammenzubringen.
Gruppen, die vom UN-Sicherheitsrat als terroristisch eingestuft werden, darunter der Islamische Staat im Irak und in der Levante (ISIL) und die Al-Nusra-Front, wurden ausgeschlossen. Offensive und defensive Maßnahmen gegen solche Gruppen würden fortgesetzt. Es würde ein Mechanismus zur Überwachung des Waffenstillstands eingerichtet werden.
Innerhalb von 18 Monaten würden unter Aufsicht der Vereinten Nationen freie und faire Wahlen abgehalten werden. Der politische Übergang würde von Syrien selbst geleitet werden.

## Nachwirkungen
Die Resolution 2254 der Vereinten Nationen wurde von Iran, Russland und der Türkei bei der ersten Runde der Astana-Gespräche im Januar 2017 als Rechtsgrundlage für den zur Lösung des Syrienkonflikts erforderlichen politischen Prozess herangezogen.
Im Dezember 2024, nachdem die Regierung von Assad gestürzt worden war, erklärte der Präsident der Syrischen Nationalen Koalition, Hadi al-Bahra, dass er davon ausgehe, dass die neue Übergangsregierung sich an die Resolution halten werde.